# Підводна річка в Чорному морі
Підво́дна рі́чка в Чо́рному мо́рі — придонна течія сильно солоної води з Мармурового моря через Босфор і вздовж морського дна Чорного моря. Жолоб, по якому тече річка, має глибину близько 35 м, ширину 1 км і довжину близько 60 км. Швидкість течії води доходить до 6,5 км/год, тобто кожну секунду через канал проходить 22 тис. м³ води. Якби ця річка текла на поверхні, то вона б була шостою в списку річок по повноводності. У підводної річки виявлені елементи, властиві поверхневим річкам, такі як береги, заплава, пороги і водоспади. Цікаво, що вири в цій підводній річці закручуються не проти годинникової стрілки (як у звичайних річках Північної півкулі завдяки силі Коріоліса), а за годинниковою стрілкою.
Канали на дні Чорного моря були, імовірно, утворені 6 тисяч років тому, коли рівень моря наближався до поточного становища. Води Середземного моря прорвалися в акваторію Чорного моря і утворили мережу жолобів, які активні і до цього дня. Вода в річці має велику солоність і концентрацію осаду, ніж у навколишній їй води, тому вона стікає під силою тяжіння і, можливо, постачає поживні речовини на абісальні рівнини, які інакше б були безжиттєві.
Річка була виявлена вченими з Лідського університету 1 серпня 2010, є першою відкритою подібною річкою. На базі сонарного зондування раніше було відомо про існування на океанічному дні каналів, причому один з найбільших таких каналів тягнеться від гирла Амазонки в Атлантичний океан. Припущення, що дані канали можуть бути річками, підтвердилося лише з виявленням підводної річки в Чорному морі. Сила і непередбачуваність таких потоків обумовлює неможливість їх прямого дослідження, тому вченими використовувалися автономні підводні апарати.